# Henrik Tobin
Henrik Tobin, född 1954, är en svensk kyrkomusiker, skribent och orgelforskare.

## Biografi
I slutet av 1970-talet tog Tobin en kyrkomusikerexamen och har arbetat som organist. Han har intresserat sig för gränslandet mellan teologi, liturgi och musik och kyrkomusikens idéhistoria, där han bland annat 1996 gav ut boken Den underbara harmonin: aspekter på musikens teologi.
Han var 1994–1998 prefekt vid Musikhögskolan vid Göteborgs universitet (nuvarande Högskolan för scen och musik). Han var därefter under flera år verksam inom GOArt - Göteborg Organ Art Center - med ambition att verka för ett levande samspel mellan utbildning, forskning, framförande av musik och byggande av instrument, samt studera förändringsprocesser i nordeuropeisk orgelkonst. Ett resultat av centrets verksamhet är den nordtyska barockorgel som uppfördes i Örgryte nya kyrka under 1990-talet och togs i bruk år 2000.
Han har under många år varit redaktör för Kyrkomusikernas tidning (KMT) samt även Lärarförbundets konsult i kyrkomusikerfrågor.
Hans bok Ett gemensamt kosmos: perspektiv på musik, liturgi och teologi (2015) beskrevs som "ett brett panorama av tidigare teologisk estetik, från Psaltaren till 1200-talets Bonaventura", men där en recensent saknar beskrivning av "de problem som kan uppstå då svunna epoker ska tjäna som ett föredöme för nutidens tänkande och praktik".
Kyrkomötet, Svenska kyrkans högsta beslutande organ, beslutade 2018 att sätta igång en förstudie för framtagande av en ny psalmbok, ett arbete som leds av Tobin, och där en förstudie överlämnades i januari 2021. Tobin har uppmärksammats för ett öppet arbetssätt med bland annat möjlighet för allmänheten att skicka in förslag till en "brevlåda".

## Utmärkelser
- 2012 års kulturstipendium från Svenska kyrkan i Göteborg.[1]